# Karl Egender

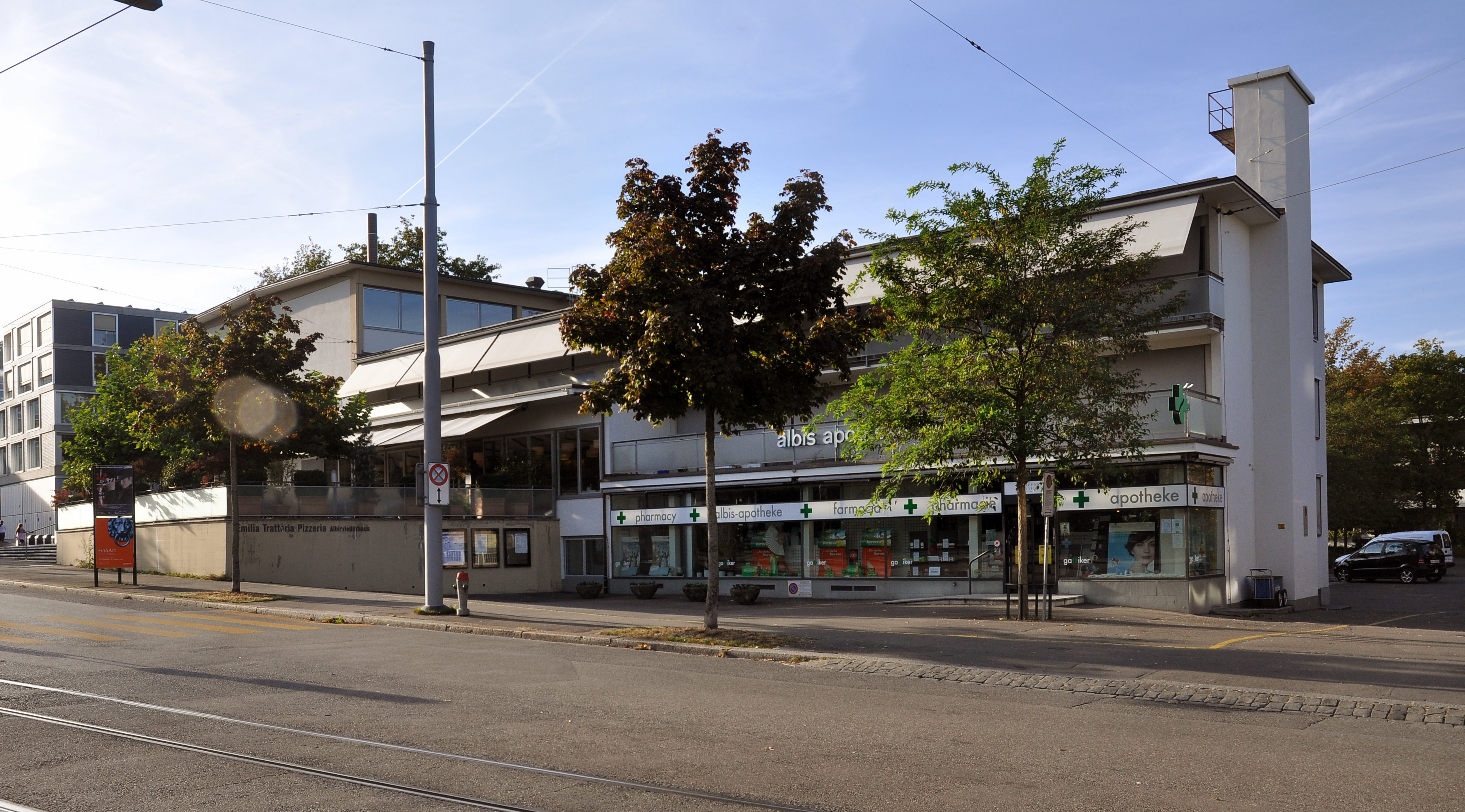
Albisriederhaus von 1935 (mit Wilhelm Müller)

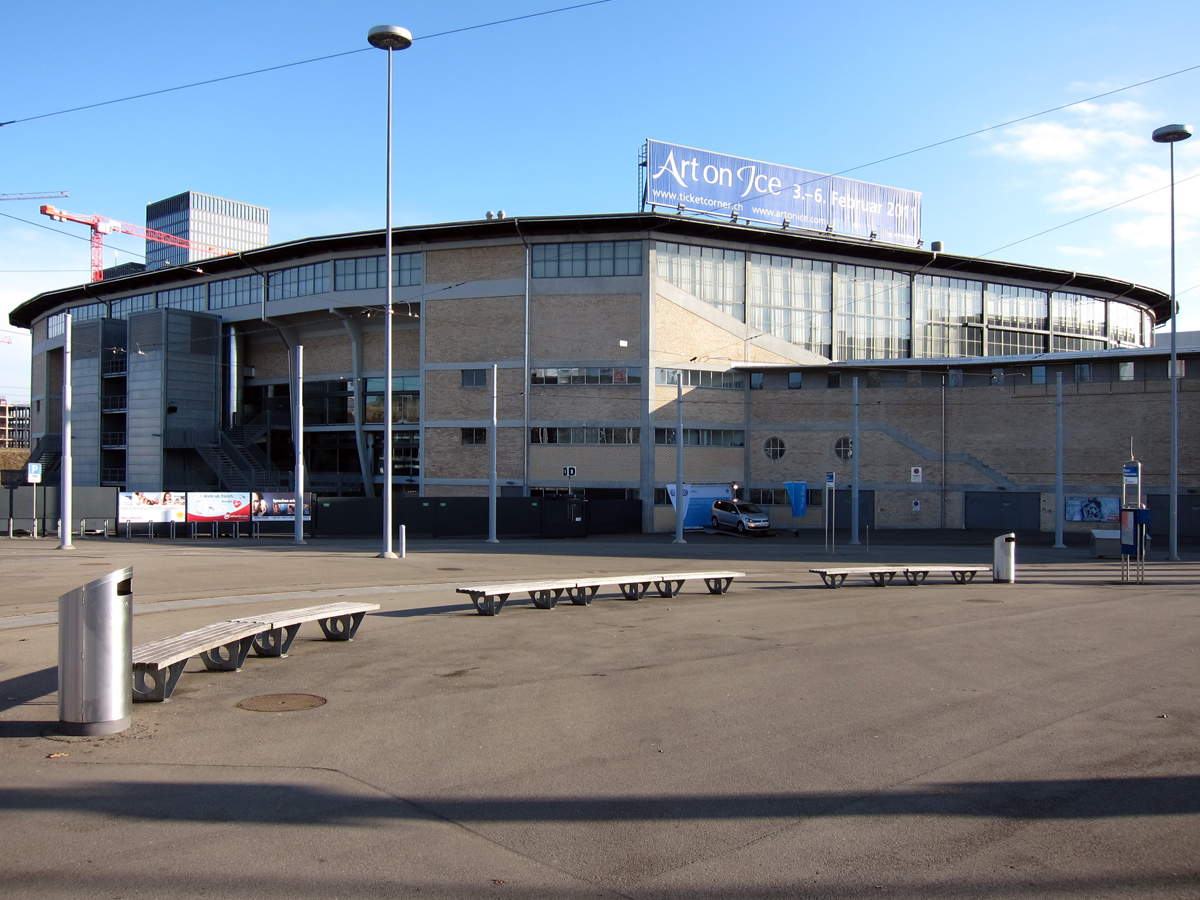
Hallenstadion in Zürich Oerlikon, erbaut 1938–39 (mit Wilhelm Müller und Bruno Giacometti)

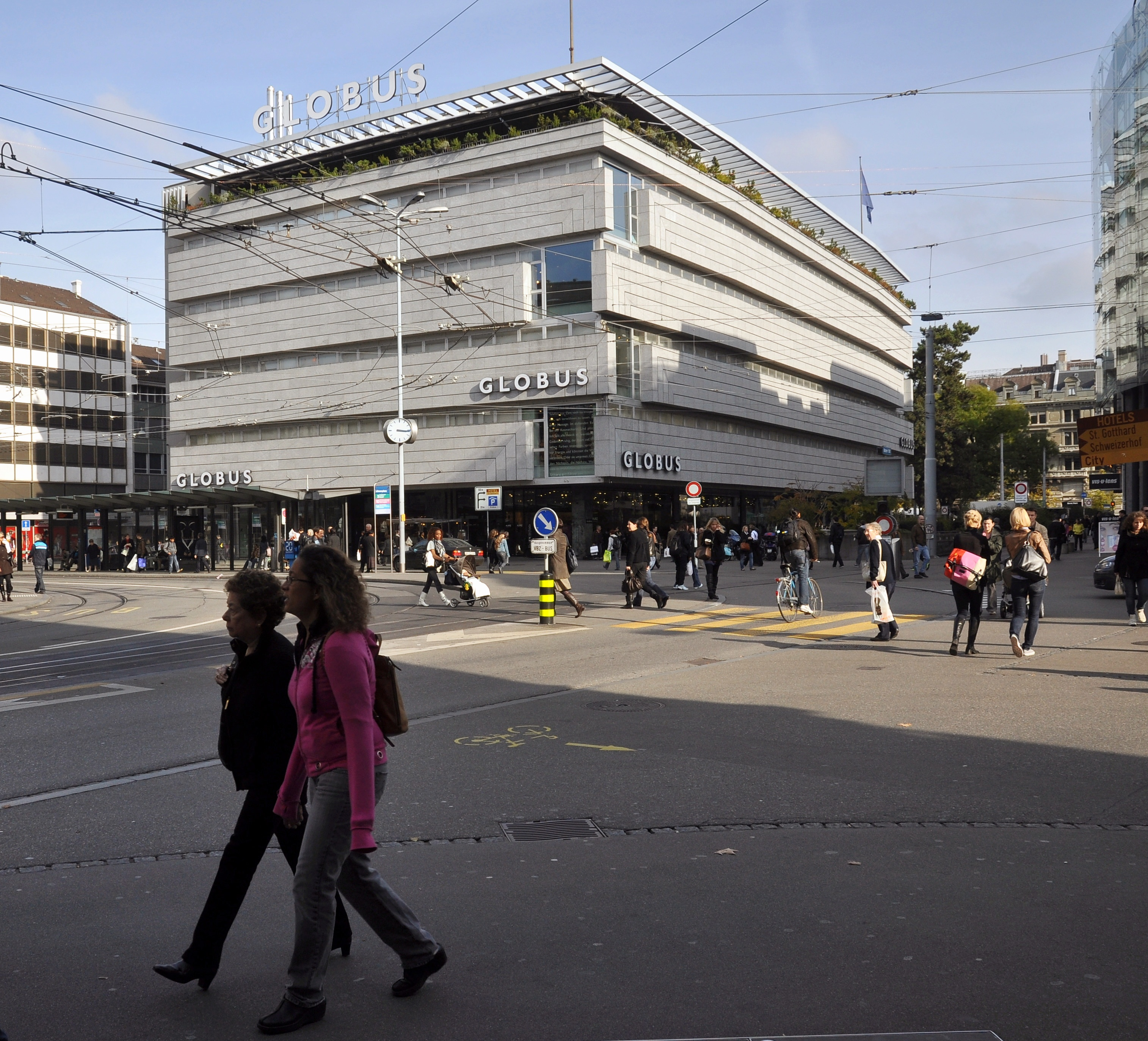
Warenhaus Globus von 1969

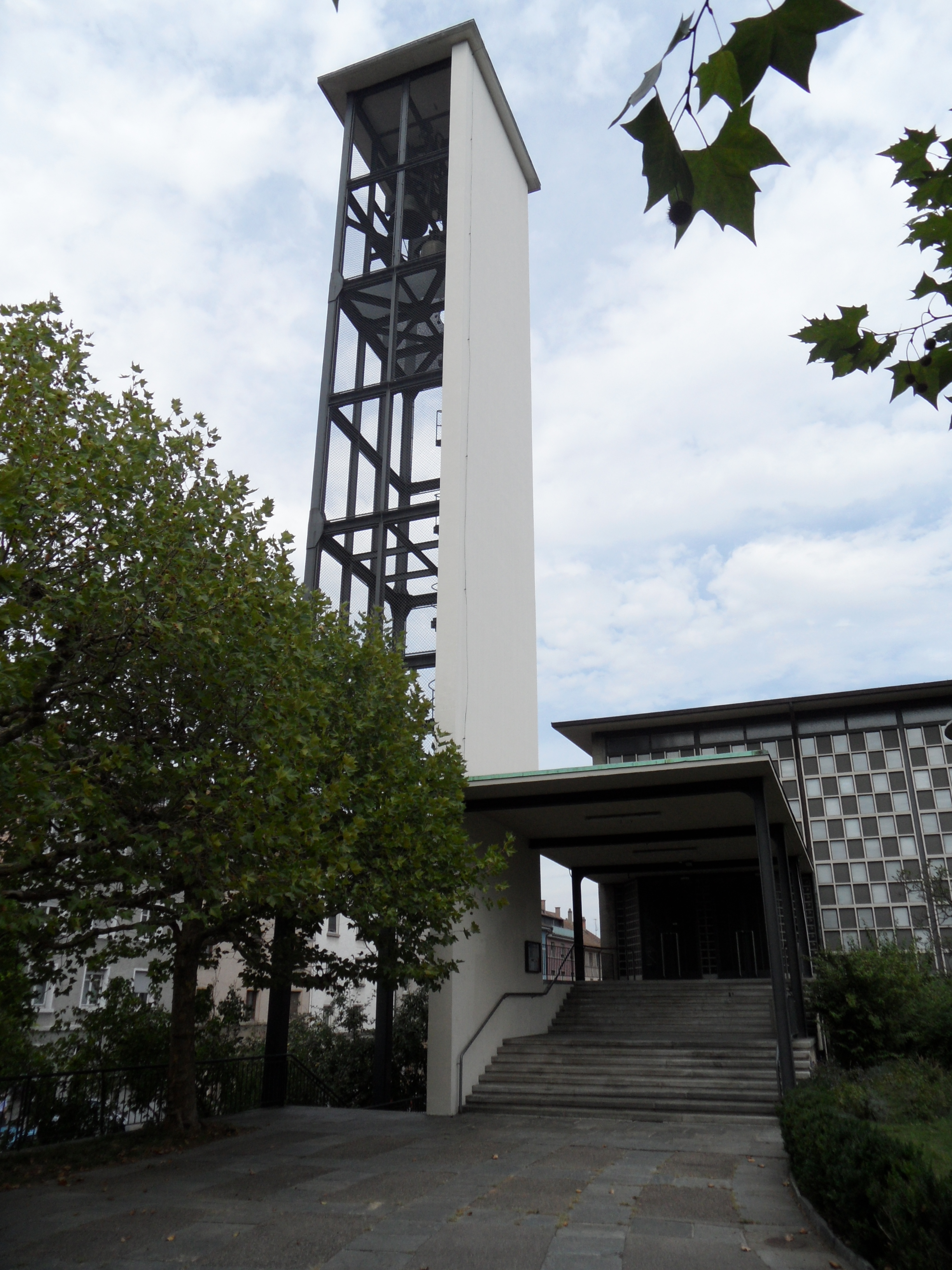
Eingang und Turm der Johanneskirche in Basel

Karl Egender (* 25. September 1897 in Burzweiler; † 18. September 1969 in Meilen) war ein Schweizer Architekt. Gemeinsam mit Adolf Steger führte er etwa von 1922 bis 1932 das Architekturbüro Steger und Egender, einen Protagonisten des Neuen Bauens in Zürich.

## Ausbildung
Karl Egender, der in Zürich aufwuchs, absolvierte zunächst eine Berufslehre als Hochbauzeichner bei den Gebrüdern Wassmer in Zürich und arbeitete dann ein Jahr in Biel. 1920/1921 war er Gasthörer bei Paul Bonatz an der Technischen Hochschule Stuttgart, bevor er sich selbständig machte und bald darauf die Partnerschaft mit Adolf Steger begann. Auf ein Diplom habe er selbstbewusst verzichten können.

## Steger und Egender
Die beiden Architekten etablierten sich ab Mitte der 1920er-Jahre mit grösseren Bauaufträgen, die oft aus Wettbewerben hervorgegangen waren. In erster Linie muss hier als Hauptwerk das Gewerbeschulhaus und Kunstgewerbemuseum in Zürich genannt werden, aber auch das Volkshaus Limmathaus, ebenfalls im Industriequartier ganz in der Nähe gelegen.

## Werke mit wechselnden Partnern ab 1932
Egender führte danach noch etwa vier Jahrzehnte ein erfolgreiches Büro weiter, das auch viele junge Architekten anzog, die später eigene Karriere machten. In den 1930er-Jahren war Wilhelm Müller sein Partner. Bedeutende Mitarbeiter waren unter anderem Ernst Friedrich Burckhardt und Bruno Giacometti. In den 1930er-Jahren entstanden als bedeutende Arbeiten das Hallenstadion in Oerlikon (1938–39), dessen weitgespanntes Stahltragwerk die monumentale Wirkung und den Eindruck eines Sportpalastes hervorruft, und die Johanneskirche in Basel, bei der ebenfalls die Konstruktion freigelegt wird. Nach dem Zweiten Weltkrieg wurde Egender ein Spezialist für Warenhausarchitektur.
Egender, der in frühen Jahren auch als Maler an die Öffentlichkeit trat, war in zweiter Ehe mit der Bildenden Künstlerin Trudy Egender-Wintsch verheiratet.

## Werk (Auswahl)
Bauten bis 1932 des Büros Steger und Egender
- 1927: Fachausstellung für das Schweizerische Gastwirtschaftsgewerbe, Zürich
- 1928–1931: Bauten im Zoologischen Garten, Zürich (abgebrochen)
- 1929: Doppelwohnhaus Müller/Bänninger, Wunderlistrasse, Zürich
- 1929–1930: Wohnblock Eglisee, WOBA, Basel
- 1930: Strandbad, Küsnacht
- 1930: Badehaus Sponagel, Feldmeilen
- 1930–1931: Limmathaus, Zürich
- 1930–1933: Gewerbeschule und Kunstgewerbemuseum, Zürich

nach 1932
- 1934–1935: Albisriederhaus; Zürich Albisrieden (679230 / 247775) mit Wilhelm Müller
- 1934–1936: Johanneskirche; Basel (610261 / 268330) mit Ernst Friedrich Burckhardt
- 000001935: Bildhauer-Atelier Bänninger; Zürich Hirslanden
- 000001935: Freibad Allenmoos, Wettbewerbsprojekt; Zürich Unterstrass (683050 / 251095) mit Wilhelm Müller (Erweiterung 1999: Ueli Zbinden mit Günther Vogt)[4]
- 000001936: Kongresshaus, Wettbewerbsprojekt; Zürich (683035 / 246665) mit Wilhelm Müller
- 1938–1939: Hallenstadion; Zürich Oerlikon (684005 / 251755) mit Burckhardt und Giacometti (Umbau 2005: Pfister Schiess Tropeano)
- 000001939: Terrassenrestaurant und Modeabteilung, Landesausstellung 1939; Zürich (mit Bruno Gicometti)
- 1939–1941: Baur's Building; Colombo
- 1944–1946: Siedlung Sonnengarten; Zürich Albisrieden (679495 / 246945) mit Wilhelm Müller
- 1947–1948: Geschäftshaus Sihlgarten; Zürich (682790 / 247355)
- 1951–1959: Kaufhaus Breuninger; Stuttgart
- 1953–1956: Wohnkolonie Im Gut; Zürich Wiedikon und Albisrieden (680475 / 247465)
- 000001955: Geschäftshaus Modissa; Limmatquai, Zürich (683405 / 247445) mit Wilhelm Müller[5]
- 000001955: Warenhaus Engelhorn & Sturm; Mannheim
- 1959–1960: Siedlung Luggweg; Zürich Altstetten (679300 / 248610) mit Wilhelm Müller
- 1960–1961: Globusprovisorium – Warenhaus-Pavillon; Zürich (683340 / 247895)
- 1962–1965: Saalbau Stadthof 11; Zürich Oerlikon (683840 / 251705) – Teilabriss, Umbau 2004–2006 (EM2N)
- 000001967: Warenhaus Globus; Zürich[6] (683025 / 247800)
- 1968–1969: Kaufhaus Gebrüder Leffers; Faulenstraße 54–62, Bremen – abgebrochen um 2005